# Cosciniopsis crassilabris
Cosciniopsis crassilabris är en mossdjursart som först beskrevs av Walter Douglas Hincks 1883.  Cosciniopsis crassilabris ingår i släktet Cosciniopsis och familjen Gigantoporidae. Inga underarter finns listade i Catalogue of Life.